# Tetramelas poeltii
Tetramelas poeltii är en lavart som först beskrevs av T. Schauer, och fick sitt nu gällande namn av Kalb. Tetramelas poeltii ingår i släktet Tetramelas och familjen Physciaceae.   Inga underarter finns listade i Catalogue of Life.